# Aiptasiidae
Los aiptásidos (Aiptasiidae) son una familia de anémonas de mar de la clase Anthozoa.
Son anémonas con acontias, filamentos blancos cargados de células urticantes, que poseen nematocistos de los tipos b-mastigoforo y p-mastigoforo. Su esfínter tiene escasa musculatura. Tienen seis pares, raramente ocho, de mesenterios perfectos y fértiles.
Dado el que estas características son comunes en otras familias del orden Actiniaria, se presume que Aiptasiidae no es monofilética, aunque no se han realizado los pertinentes análisis filogenéticos.

## Géneros
El Registro Mundial de Especies Marinas acepta los siguientes géneros:
- Aiptasia Gosse, 1858
- Aiptasiogeton Schmidt, 1972
- Bartholomea Duchassaing de Fombressin & Michelotti, 1864
- Neoaiptasia Parulekar, 1969
- Paraiptasia England, 1992
- Paranthea Verrill, 1868
- Ragactis

## Galería

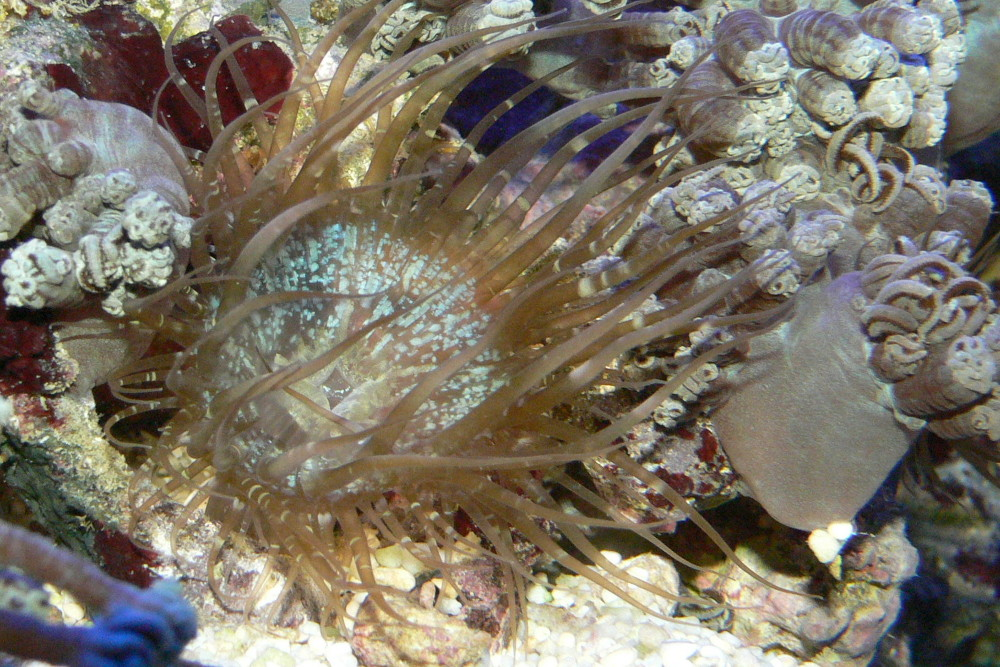
Aiptasia sp.
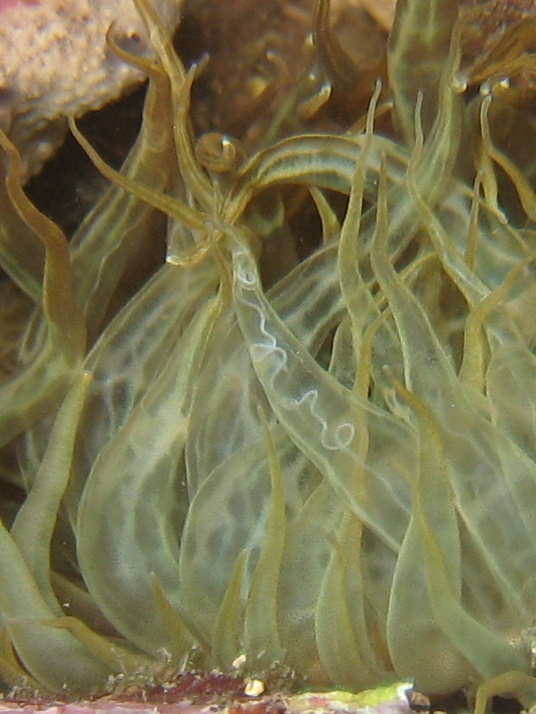
Acontia de Aiptasia mutabilis
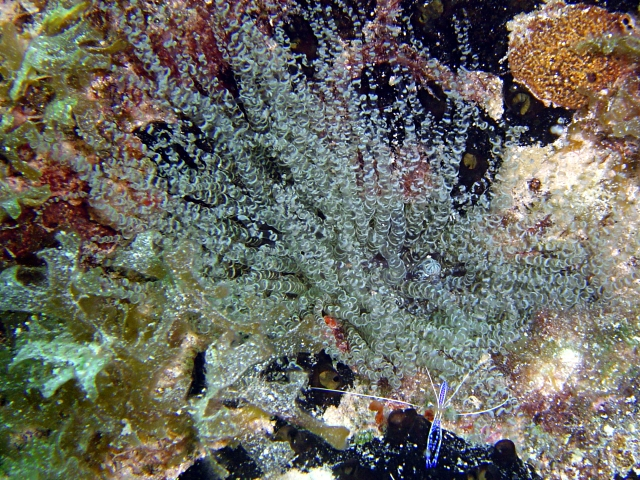
Bartholomea annulata
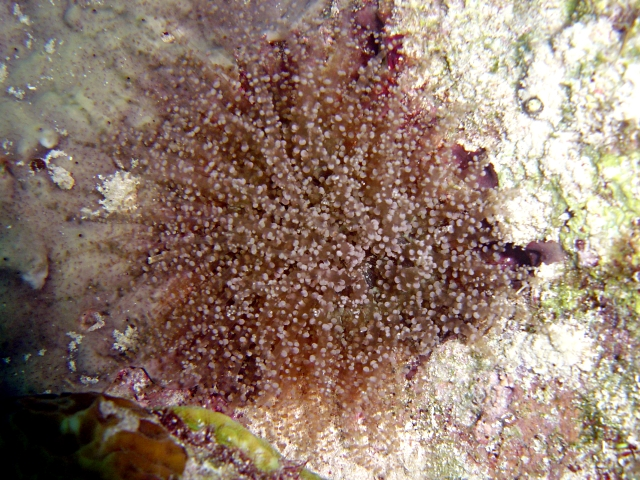
Bartholomea lucida